# Алкон (завод)
Алкон (Открытое акционерное общество «Алко́н») — одно из старейших предприятий в России по выпуску русского крепкого алкоголя: водок, наливок, настоек, бальзамов. Основным принципом официальной политики предприятия, расположенного в г. Великий Новгород, является производство алкогольной продукции по классической технологии.

## История

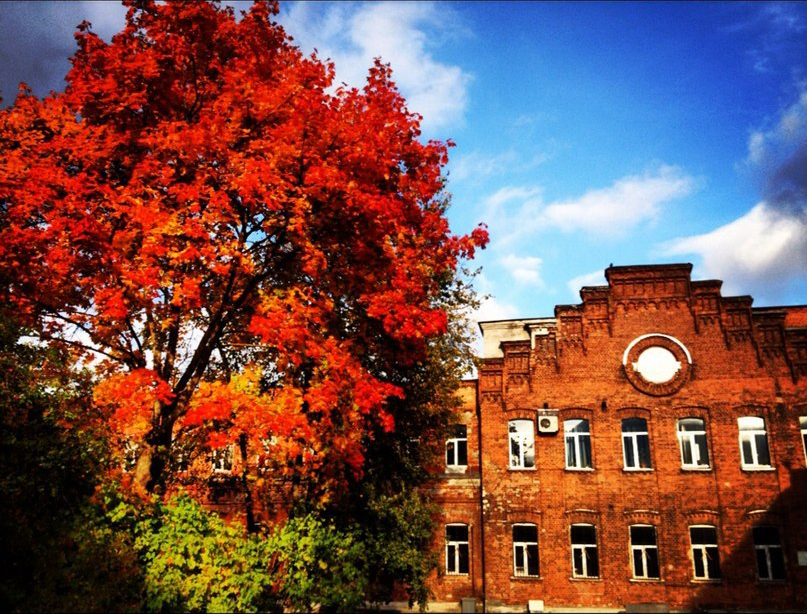
Ликёроводочный завод «Алкон»

Завод был основан в 1897 году известным купцом Иваном Асигкритовичем Корсаковым. Купец правильно учёл то, что жители древнего Новгорода всегда славились умением производить отличную водку, которая ещё в XIII—XV веках удивляла своим высоким качеством избалованных заморских торговых гостей. Учёл он и изумительный, неповторимый состав воды озера Ильмень и многочисленных водных источников, окружающих Великий Новгород и обладающих уникальной минерализацией.
Купец Корсаков владел собственным ректификационным производством в доме на углу Посольской и Славной и набережной реки Волхов, а после Высочайшего повеления Императора России Александра III о введении в стране винной монополии в 1896 подал в Новгородскую Управу своё предложение о создании «винного склада» и получил согласие.
В 1897 году новгородский завод начал свою деятельность и представлял собой двухэтажное каменное здание «со всеми винными приспособлениями, располагающееся близ станции Новгородской железной дороги». Тогда его официальное название звучало как «Новгородский 1-й казённый очистной склад».
В 1899 году численность рабочих составляла 8 человек. Корсаков расширял производство, открыл ещё один завод в Боровичах. Впоследствии этими заводами владели наследники купца.
Завод успешно работал до Первой мировой войны, а затем последовал правительственный запрет на производство и продажу водки.
С 1914 года и до Октябрьской революции в здании завода размещался земский лазарет для раненых. В декабре 1916 года его посетила императрица Александра Федоровна с дочерьми, приезжавшая в Новгород с краткосрочным визитом с благотворительной целью.
После Октябрьской революции на площадях винного склада на улице Гужевой находились губернские спиртовые склады Центроспирта. Спирт выдавался централизованно для предприятий и организаций города. В первую очередь обеспечивались медицинские учреждения. Завод производил спирт исключительно для нужд города и армии до 1924 года.
1 октября 1924 года для борьбы с самогоноварением на базе Новгородского спиртосклада был открыт Спиртоводочный завод № 1. Завод начал выпуск нового сорта водки «Русская горькая», крепостью 20 %. Первая партия была приготовлена 9 октября 1924 года и на следующий день распродана в магазине при Спиртозаводе.
В 1938 году, учитывая ценность для государства водки как экспортного товара, органы государственной безопасности СССР наложили на рецепт и технологическую карту водки «Русская горькая» гриф «СЕКРЕТНО».
В 1925 году заводу было присвоено новое наименование — Новгородский спиртозавод № 5, а также предложено взять на себя учёт оборотов базисных спиртоскладов Старорусского и Боровического. Первым директором завода стал Баранцевич. В ноябре 1926 года Спиртозавод № 5 получил весь контроль над деятельностью винных магазинов, баз и винзаводов губернии. С октября 1925 года завод начал выпускать «Русскую горькую» крепостью до 40 %, а в 1932 году перешёл на выпуск «Пшеничной водки» крепостью 40 %.
Особенно широкое развитие деятельности ликёроводочного завода относится к довоенному периоду.
В 1936 году на заводе было открыто ликёрное отделение. В 1937 году количество работающих составляло около 200 человек, а за последний квартал завод произвел 335 тыс. литров продукции. Тогда на предприятии был освоен выпуск около 60 наименований напитков, которые реализовывались в 70 фирменных магазинах, расположенных в Новгородской, Ленинградской и Псковской губерниях. В 1938 году на Всесоюзном конкурсе-дегустации среди более 500 предприятий ликероводочной промышленности Новгородский завод был избран в тройку лидеров за высокое качество производимой продукции.

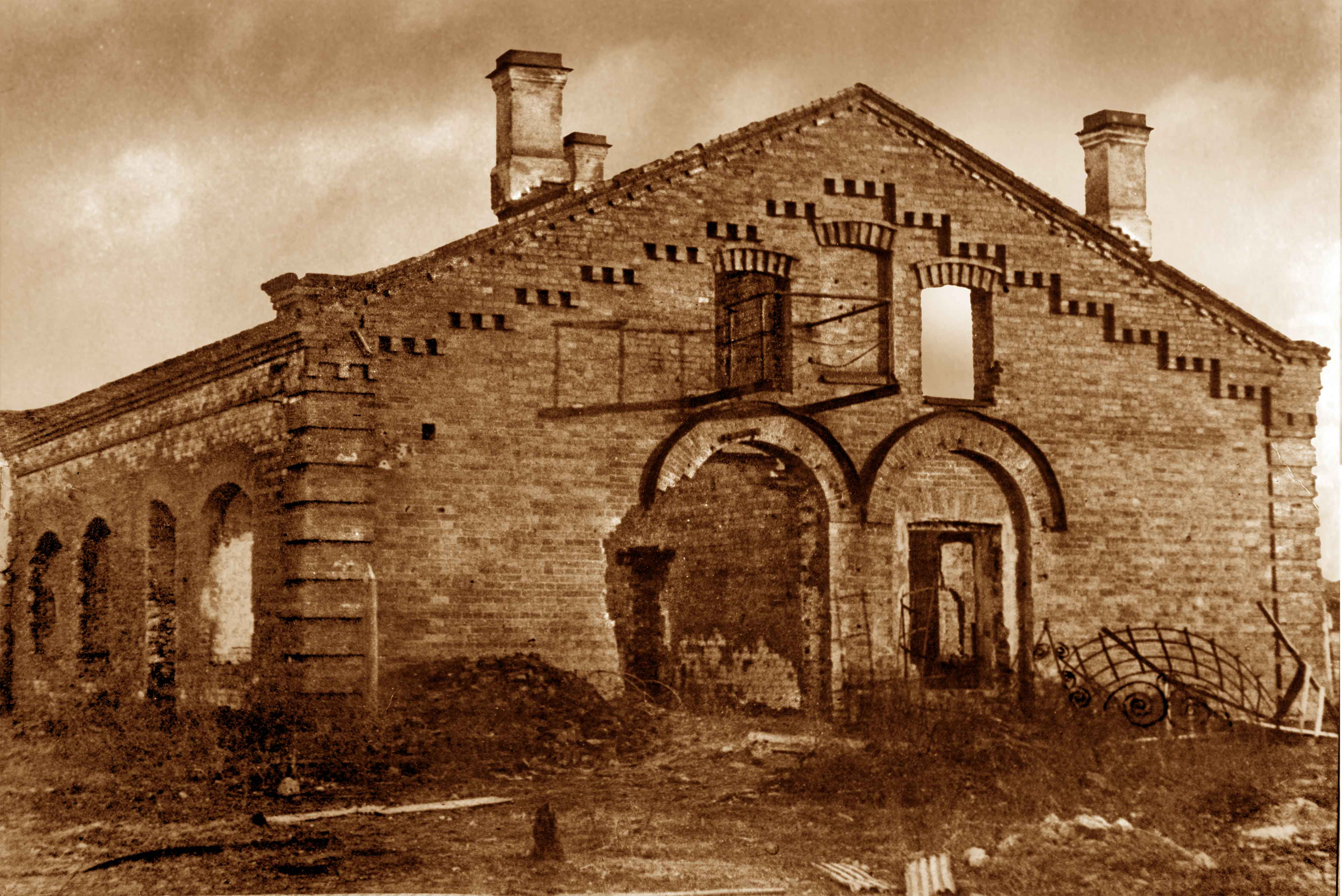
Разрушенное во время Великой Отечественной войны здание завода

Во время Великой Отечественной войны рабочие завода производили для фронта бутылки с зажигательной смесью, которую немцы окрестили «Молотов-коктейль». До захвата немцами Новгорода 19 августа 1941 года, работая круглосуточно в три смены, на заводе в короткий срок успели произвести и отправить на фронт 70 тысяч бутылок.
К моменту освобождения города от фашистов завод представлял собой серьёзно пострадавшее здание с многочисленными разрушениями от вражеских бомбёжек. С июля 1944 года началось восстановление разрушенного завода, и уже через считанные месяцы начался бочечный розлив сорокаградусной водки (знаменитые «фронтовые 100 грамм»), которая отправлялась в действующие войсковые части Красной армии.

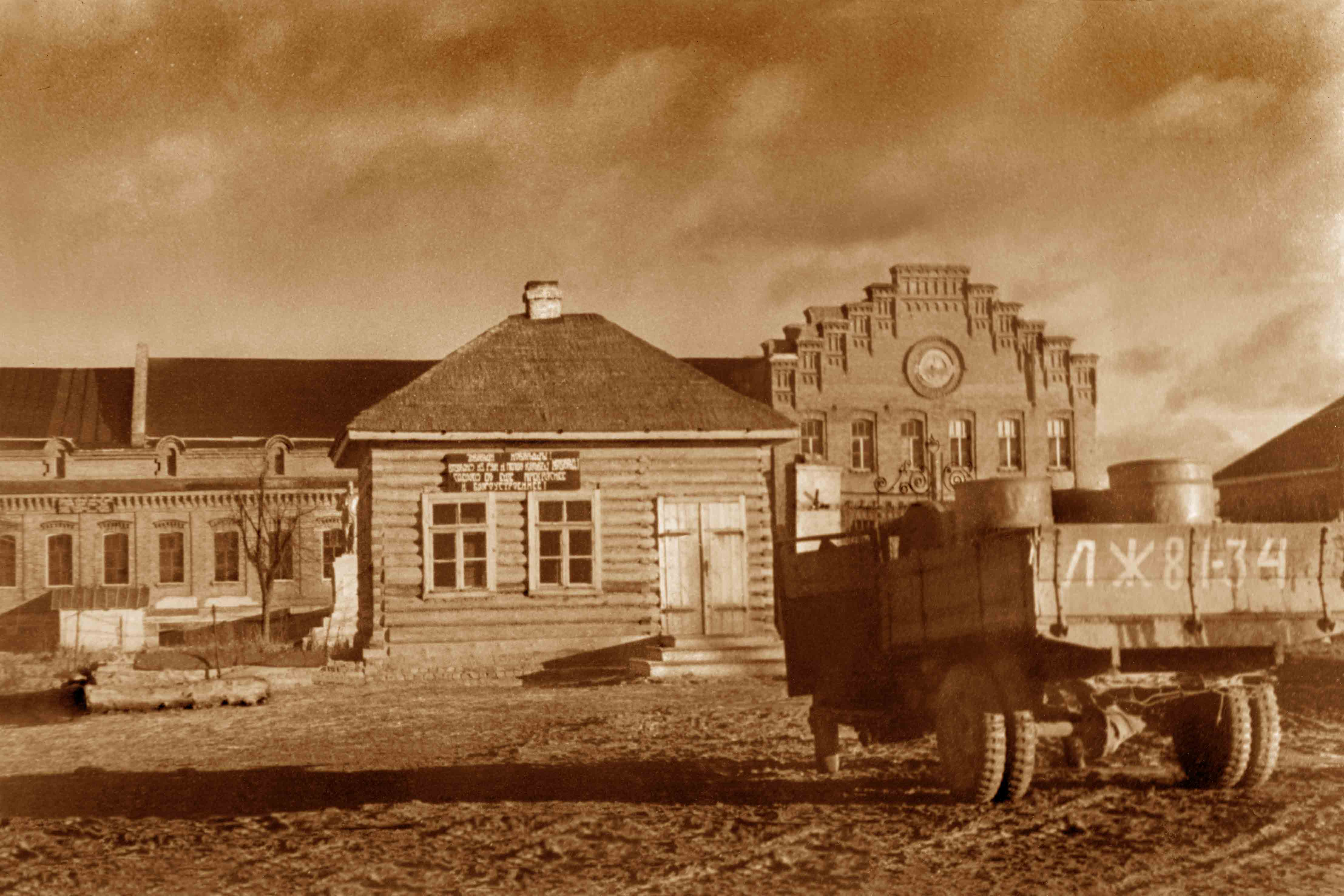
Первые послевоенные годы сорокоградусную водку разливали в бочки

После войны Новгород был включён в список городов, подлежащих первоочередному восстановлению. Вместе с городом стало возрождаться и предприятие.
Многие годы завод работал по единым государственным стандартам, утверждённым в СССР. За время перестройки и в последующие годы завод совершил существенный скачок в своей деятельности: было установлено современное технологическое оборудование ведущих зарубежных компаний, разработаны рецептуры уникальных фирменных изделий, создана сеть продовольственных магазинов, развита оптовая торговля.
В 1960 году кроме ликёроводочного производства на предприятии в эксплуатацию был введён цех виноградных вин мощностью 600 тысяч дал в год. Ассортимент выпускаемых напитков составлял более 60 наименований (красные вина "Горгиппия, «Улыбка», "Каберне, «Чёрные глаза», «Флоричика», «Южная ночь»). Виноделами «Алкона» была разработана технология и освоен выпуск собственного ароматизированного виноградного вина"Степной букет", бренди «Империал», ликёров «Лазурный берег», «Остров Кюрасао», «Белая вишня», «Принцесса», «Латино» на основе натурального сырья, закупленного во Франции и Испании.
В 1964 году было построено винохранилище, в 1966 — посудный цех.
В 1981 году завод (Новгородское спиртообъединение, а затем ГКО «Новгородпищепром») возглавил Юрий Иванович Бобрышев
В эти годы завод начал выпускать собственную фирменную продукцию. Первый рецепт оригинального напитка, настойки «Новгородская юбилейная», был приурочен к 1125-летию Новгорода в 1982 году.
В 1992 завод был преобразован в ОАО «Алкон», которым Ю. И. Бобрышев руководил до 2007 года.

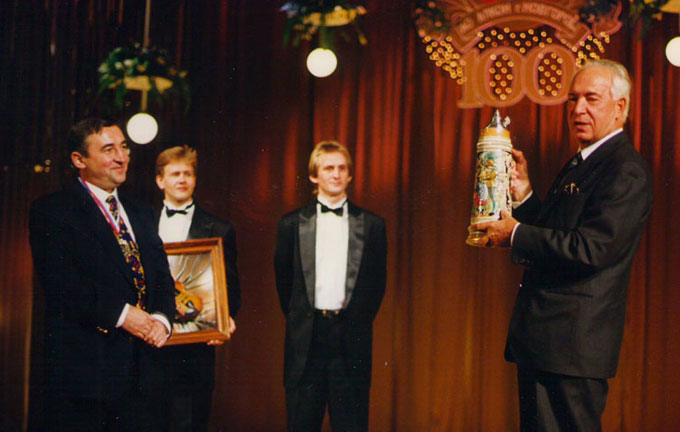
Вековой юбилей завода Алкон. Поздравления принимает генеральный директор Ю. И. Бобрышев

В 1996 году «Алкон» совместно с фирмой «Довгань. Защищенное качество» разработали специальную программу, позволяющую надежно защищать выпускаемую продукцию от подделок. Для воплощения этой программы в жизнь завод освоил выпуск нового элитарного водочного ассортимента с торговой маркой «Довгань».
В 1997 году завод «Алкон» отметил свой вековой юбилей. В праздновании участвовали именитые гости, в том числе и внучатая племянница графа Витте, который был видным государственным деятелем конца XIX — начала XX века, инициатором введения винной монополии в России.
В конце 1990-х и начале 2000-х годов «Алкон» разработал более 40 оригинальных напитков по старинным русским рецептам и технологиям, в том числе такие торговые марки, как «Садко», «Спасская», «Любава — Ягодный мед».

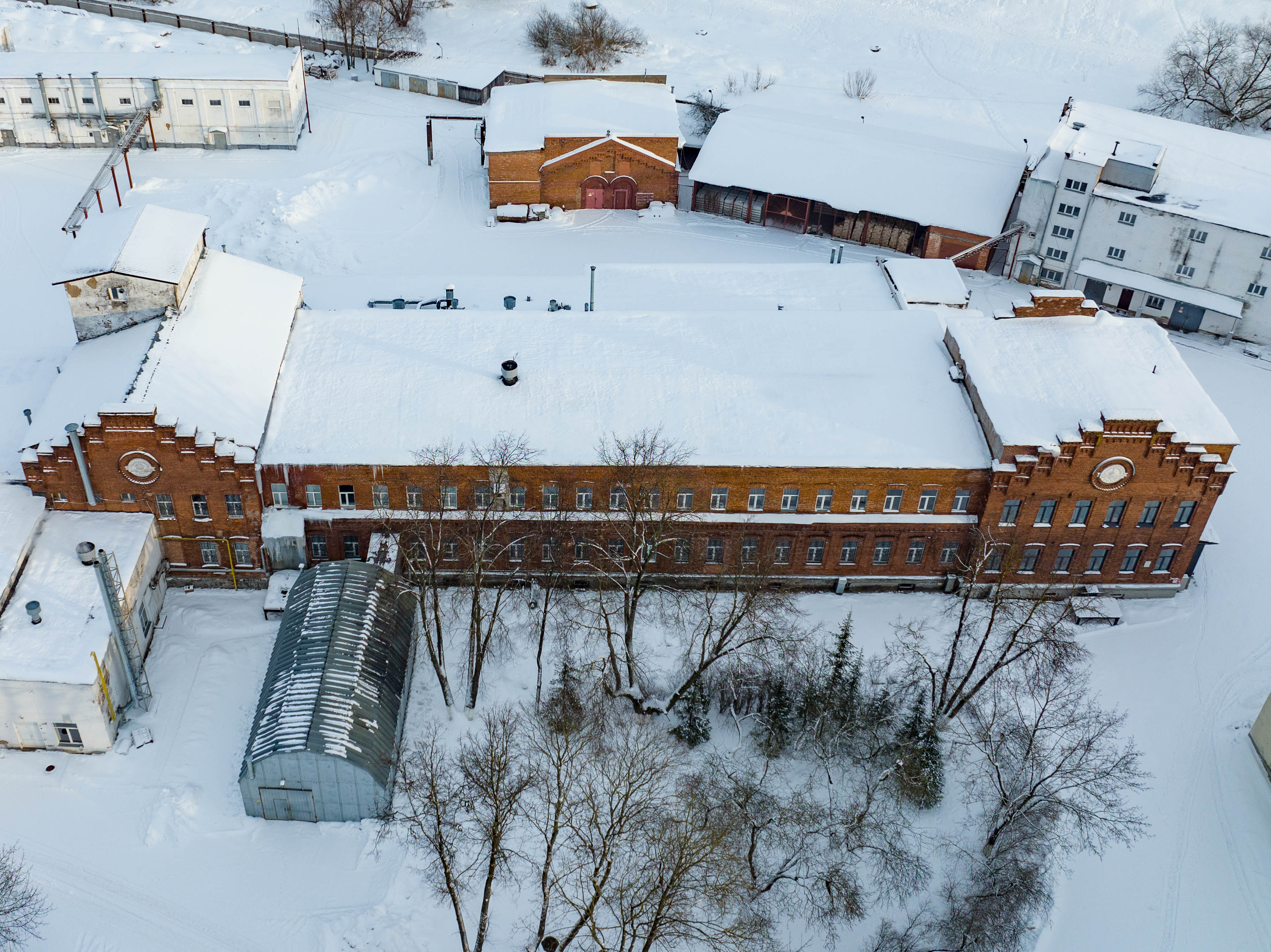
Вид на здание с дрона, 2022 год

## Производственные мощности

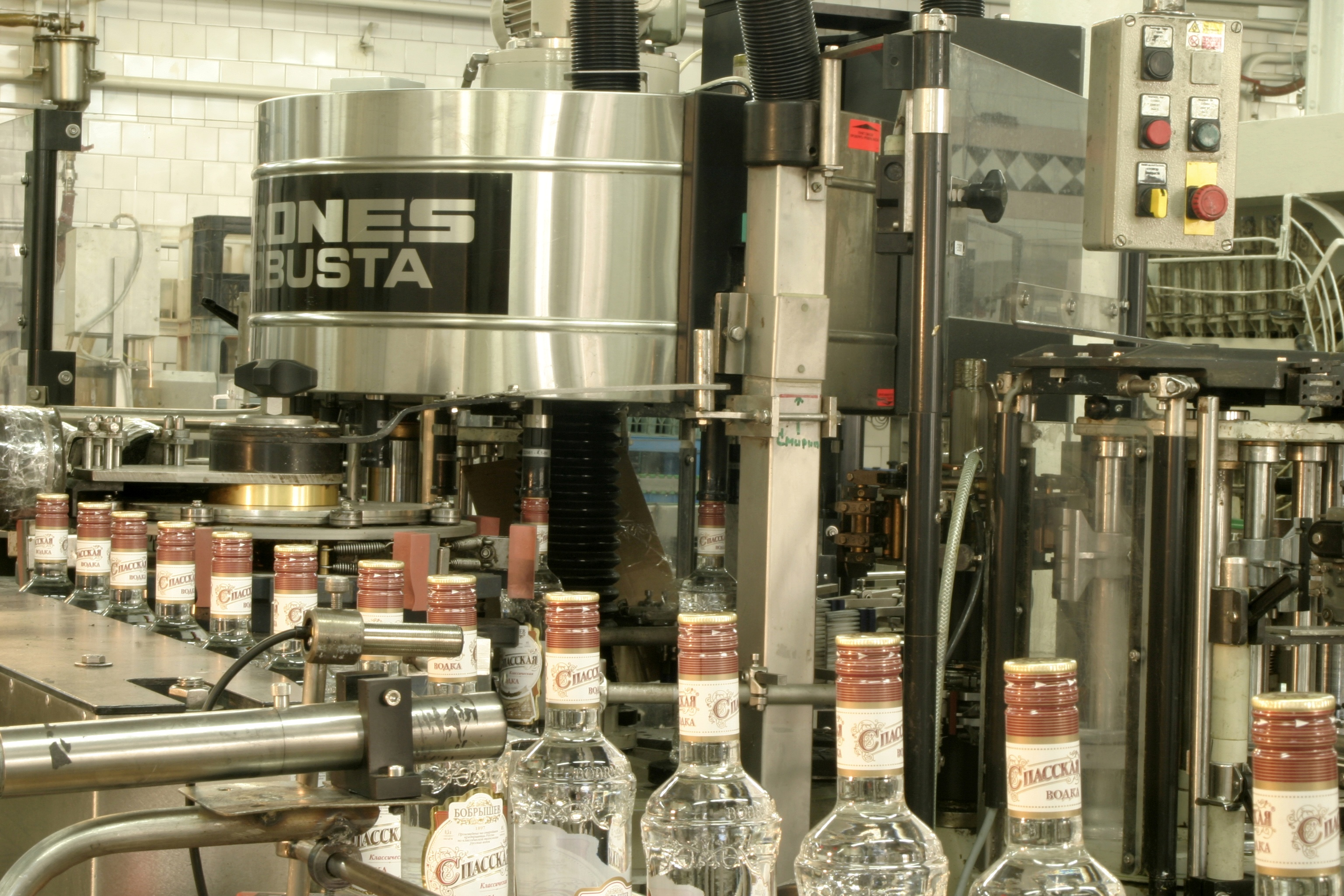
Одна из линий розлива

Многие из действующих производственных линий проектировались специально для ОАО «Алкон» ведущими мировыми разработчиками оборудования, это позволяет постоянно совершенствовать процессы очистки сырья, розлива продукции и контроля за её качеством, а также эффективно защищать готовые изделия от фальсификации.
«Алкон» имеет аккредитованную на компетентность и независимость лабораторию — одну из немногих в Новгородской области. Сотрудники лаборатории осуществляют жесткий контроль на всех этапах производства продукции, в частности: входной контроль качества сырья, соблюдения технологических процессов, качество готовой продукции.

## Бренды
- Водки: «Великий Новгород», «Новгородское Вече», «Алкон», «Тысяцкая», «Посадская».
- Торговая марка «Садко»: водка «Садко», бальзам «Садко», настойка «Садко Сувенирная», настойка "Садко «Медовая с перцем», джин «Садко».
- Торговая марка «Спасская»: водка «Спасская классическая» , «Спасская медовая», «Спасская яблочная», «Спасская хлебная», горькая настойка «Спасская клюквенная».
- Серия ягодных настоек под торговой маркой «Любава — Ягодный мёд»: «Любава клюквенная», «Любава малиновая», «Любава брусничная».
- Серия ягодных настоек, отмеченная знаком качества «Столка» : настойка «Новгородочка», «Рябиновая на коньяке», «Чародейка», «Клюквенная».
- Бальзам «Древнерусский».
- Наливка «Спотыкач».
- Вода «Ильменская».

## Награды
Высокое качество каждого из напитков подтверждают ведущие эксперты-дегустаторы на всех профессиональных конкурсах, как в России, так и за рубежом. За последние годы фирменные изделия ОАО «Алкон» завоевали 105 медалей (из них 67 золотых), 13 Почетных Дипломов, 5 «Гран-При», 4 Платиновых Знака качества, 3 Золотых Знака качества «Российская марка — 2003».
На Всероссийском смотре-конкурсе на ВВЦ (г. Москва) в 1995 году изделия: водки «Великий Новгород», «Новгородское вече», «Новгородская особая»; настойки «Новгородская Юбилейная», «Садко», «Любава», «Чародейка», ликёр «Лада»; бальзам «Древнерусский» получили медали и дипломы первой степени.

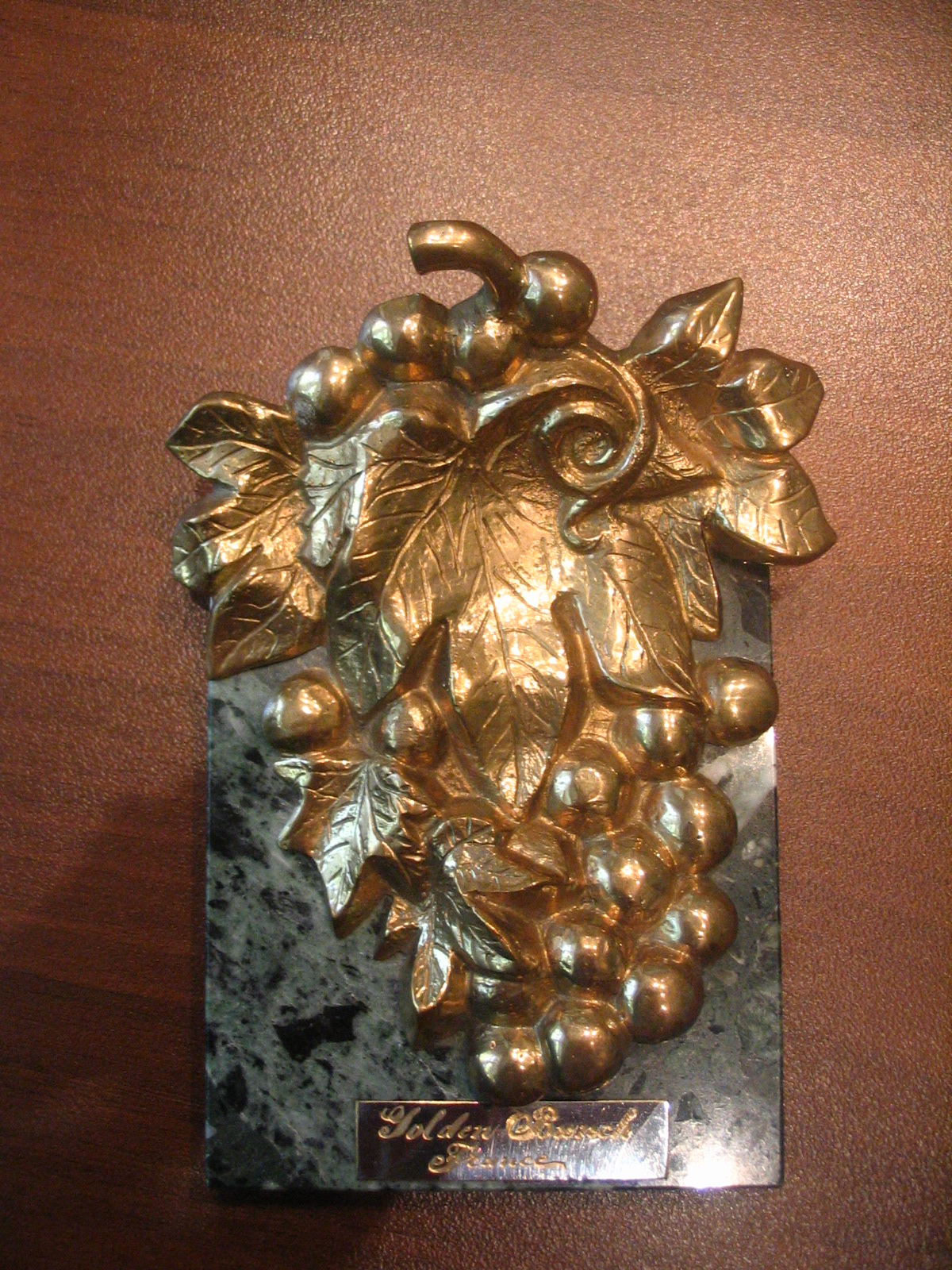
Приз «Золотая гроздь»

В 1995 и 1996 годах на международных выставках «Осенняя ярмарка вин» в Санкт-Петербурге эти изделия также были удостоены дипломов и медалей>.
В 1996 за участие в программе «Виноделы. Партнерство ради прогресса» ассоциацией MONDE SANS FRONTIERE (Франция) предприятие было награждено призом «Золотая гроздь».
«Гран-При» отмечены водки "Великий Новгород", «Садко», бальзам «Древнерусский», горькая настойка «Новгородская Юбилейная» и серия напитков под торговой маркой «САДКО».
ОАО «Алкон» представляло свою продукцию на международной выставке «Берем с собой в третье тысячелетие» — заключительной выставке этапа 1999—2000 гг. национальной программы продвижения лучших российских товаров, услуг и технологий. Все выставленные на конкурс изделия (водка «Великий Новгород», бальзам «Древнерусский», настойка «Новгородская Юбилейная», наливка «Юрьевская») отмечены высшей наградой выставок «Всероссийская Марка (III тысячелетие). Знак качества XXI века» — Платиновым Знаком качества.
В начале 2000 года ОАО «Алкон» признано одним из лучших предприятий России. На выставке «Продэкспо-2000» в рамках национального проекта «Российские предприятия. Традиции и современность» завод награждён Почетным Дипломом «За превосходное качество продукции и культуру производства».

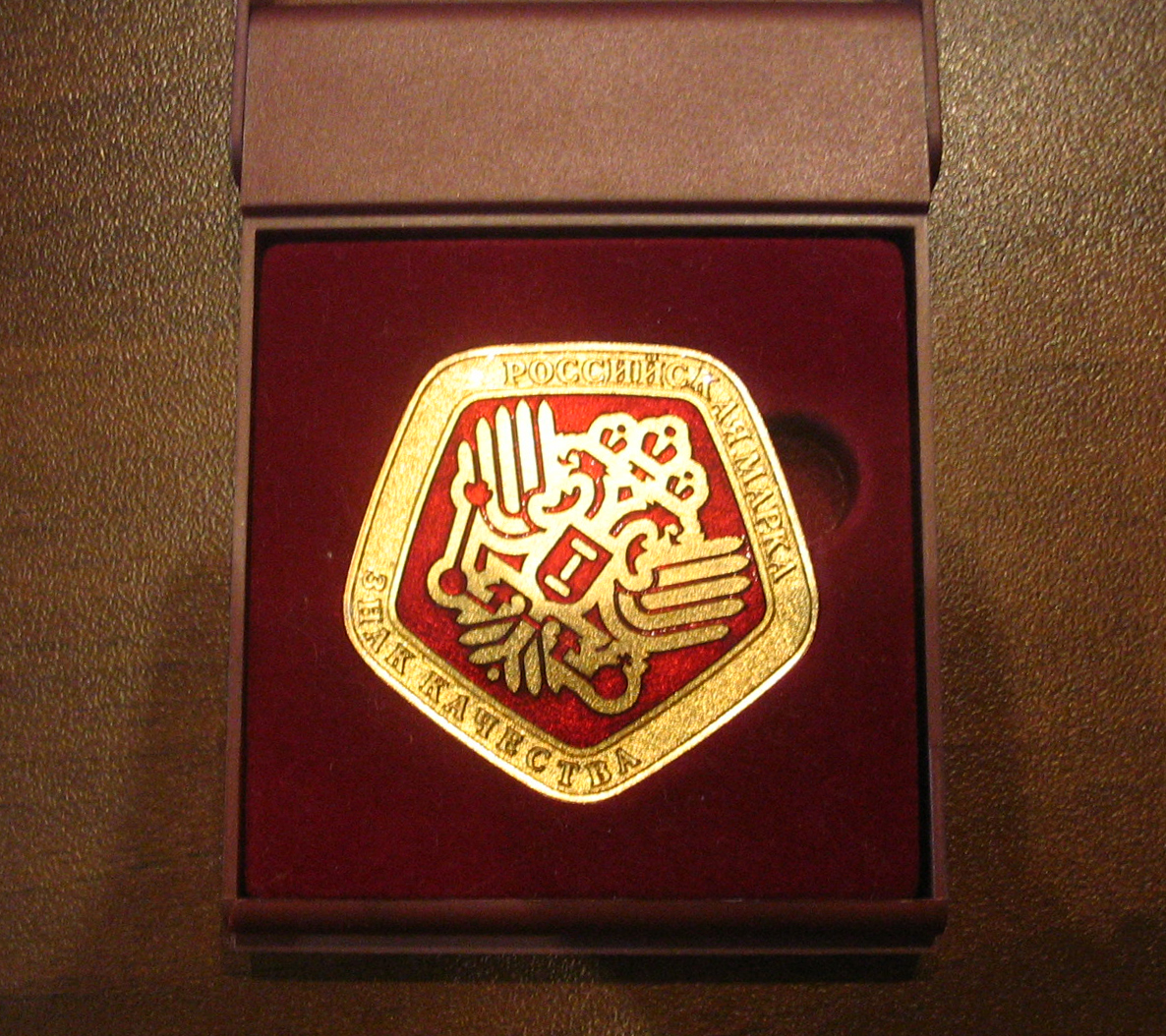
Высшая награда за качество в промышленности «Золотой орел»

В 2003 году ОАО «Алкон» стало единственным в алкогольной отрасли обладателем награды «Золотой Орел» (высшая награда за качество в промышленности).

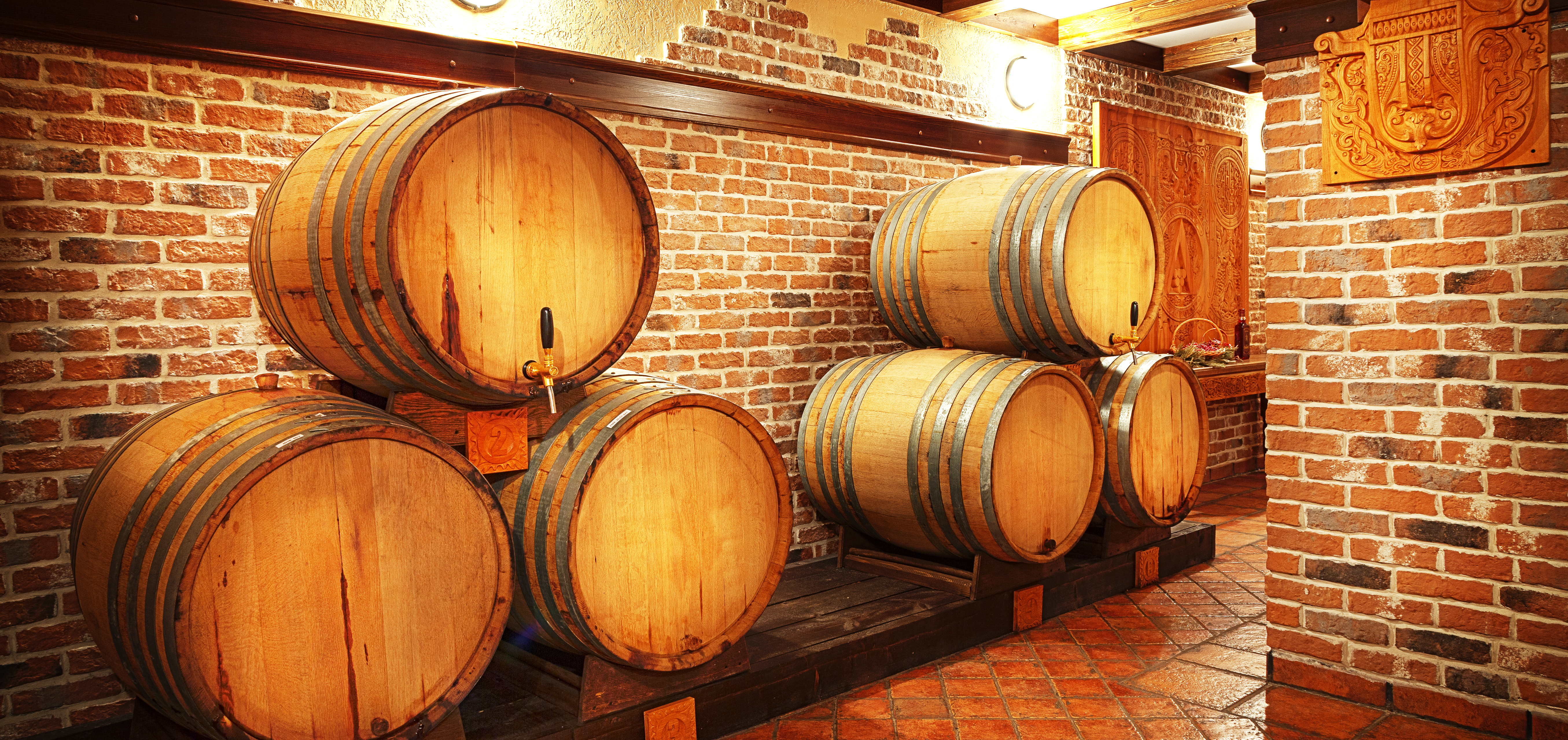
Уникальный бочковый зал Алкона